# Verwaltungsgemeinschaft Weidatal

Lage der ehemaligen Verwaltungsgemeinschaft im Landkreis Greiz

In der Verwaltungsgemeinschaft Weidatal im heutigen thüringischen Landkreis Greiz hatten sich zuletzt fünf Gemeinden zur Erledigung ihrer Verwaltungsgeschäfte zusammengeschlossen.

## Die Gemeinden
1. Braunsdorf
2. Dörtendorf (bis 1995)
3. Göhren-Döhlen
4. Merkendorf
5. Staitz
6. Wiebelsdorf

## Geschichte
1995 schied die Gemeinde Dörtendorf aus der Verwaltungsgemeinschaft aus und die Stadt Triebes wurde erfüllende Gemeinde für diese. Durch den Zusammenschluss mit der benachbarten Verwaltungsgemeinschaft Auma wurde die Verwaltungsgemeinschaft am 3. Januar 1996 aufgelöst und ging in der Verwaltungsgemeinschaft Auma-Weidatal auf.
Am 31. Dezember 1995 betrug die Einwohnerzahl 1372, ein Jahr zuvor 1572.